# Mystacoleucus marginatus
Mystacoleucus marginatus és una espècie de peix cipriniforme de la família dels ciprínids.

## Morfologia
Els mascles poden assolir els 20 cm de longitud total.

## Distribució geogràfica
Es troba a les conques dels rius Mekong, Chao Phraya i Meklong. També és present a la península de Malaca, Borneo, Sumatra, Java i Myanmar.